# Червоне (Лубенський район)
Червоне́ —  село в Україні, у Хорольській міській громаді Лубенського району Полтавської області. Населення становить 75 осіб. До 2020 орган місцевого самоврядування — Ялосовецька сільська рада.

## Історія
12 червня 2020 року, відповідно до розпорядження Кабінету Міністрів України № 721-р «Про визначення адміністративних центрів та затвердження територій територіальних громад Полтавської області», село увійшло до складу Хорольської міської громади..
19 липня 2020 року, в результаті адміністративно - територіальної реформи та ліквідації Хорольського району, село увійшло до складу новоутвореного Лубенського району.
22 червня 2023 року рішенням Національної комісії зі стандартів державної мови віднесено до списку населених пунктів, які «можуть не відповідати лексичним нормам української мови», зокрема стосуватися «російської імперської чи колоніальної політики». Громаді рекомендовано обґрунтувати доцільність збереження поточної назви або запропонувати нову назву в установленому законодавством порядку.

## Населення

### Мова
Розподіл населення за рідною мовою за даними перепису 2001 року:
| Мова       | Кількість | Відсоток |
| ---------- | --------- | -------- |
| українська | 73        | 97.33%   |
| російська  | 2         | 2.67%    |
| Усього     | 75        | 100%     |

## Географія
Село Червоне знаходиться неподалік від витоків річки Холодна, вище за течією примикає село Лагодівка, нижче за течією на відстані 1,5 км розташоване село Бригадирівка. Поруч проходить автомобільна дорога М03.